# Ивано-Франковская агломерация
Ива́но-Франко́вская агломера́ция (укр. Івано-Франківська агломерація) — городская агломерация в Ивано-Франковской области Украины с центром в городе Ивано-Франковск. Расположена в предгорье Украинских Карпат.
Главными факторами создания и существования агломерации являются транспортные потоки между Балтийским и Чёрным морями в Прикарпатье. Также агломерация является культурным центром области. К общине относят Ивано-Франковскую, Угриновскую, Загвоздянскую, Ямницкую, Тысменицкую, Езупольскую и Лисецкую общины.
Примерная статистика (2001):
- Численность населения — 504,4 тыс. чел.
- Площадь — 3 026 кв. км.
- Плотность населения — 166,7 человек/кв. км.